# Robert Lucas Jr.
Robert Emerson Lucas Jr. (n. 15 septembrie 1937, Yakima, Washington, SUA – d. 15 mai 2023, Chicago, Illinois, SUA) a fost un economist american, laureat al Premiului Nobel pentru economie (1995).